# Mellicta biedermanni
Mellicta biedermanni är en fjärilsart som beskrevs av Querci 1932. Mellicta biedermanni ingår i släktet Mellicta och familjen praktfjärilar. Inga underarter finns listade i Catalogue of Life.